# Герб Шахтёрска
Герб Шахтёрска — официальный символ города Шахтёрск, утверждённый 9 июля 2003 года решению №IV/10-333 сессии городского совета.
Автор герба — Александр Владимирович Борищук (Шахтёрск).

## Описание
На лазурном щите золотое восходящее солнце, испускающее лучи такого же цвета. Поверх два чёрных террикона, правый из которых выше и спереди. Справа два чёрных шахтных копра. Щит обрамлен венком из дубовых листьев и колосьев, перевитых золотой лентой с надписью "Шахтёрск", и увенчан серебряной каменной короной.